# Auxi-le-Château
Auxi-le-Château é uma comuna francesa na região administrativa de Altos da França, no departamento de Pas-de-Calais. Estende-se por uma área de 27,08 km². Em 2010 a comuna tinha 2 630 habitantes (densidade: 97,1 hab./km²).